# Vrbovce (Šentjernej, Slovenija)
Vrbovce je naselje u slovenskoj Općini Šentjerneju. Vrbovce se nalazi u pokrajini Dolenjskoj i statističkoj regiji Donjoposavskoj regiji. 

## Stanovništvo
Prema popisu stanovništva iz 2002. godine naselje je imalo 49 stanovnika.